# Aleksej Soevorin

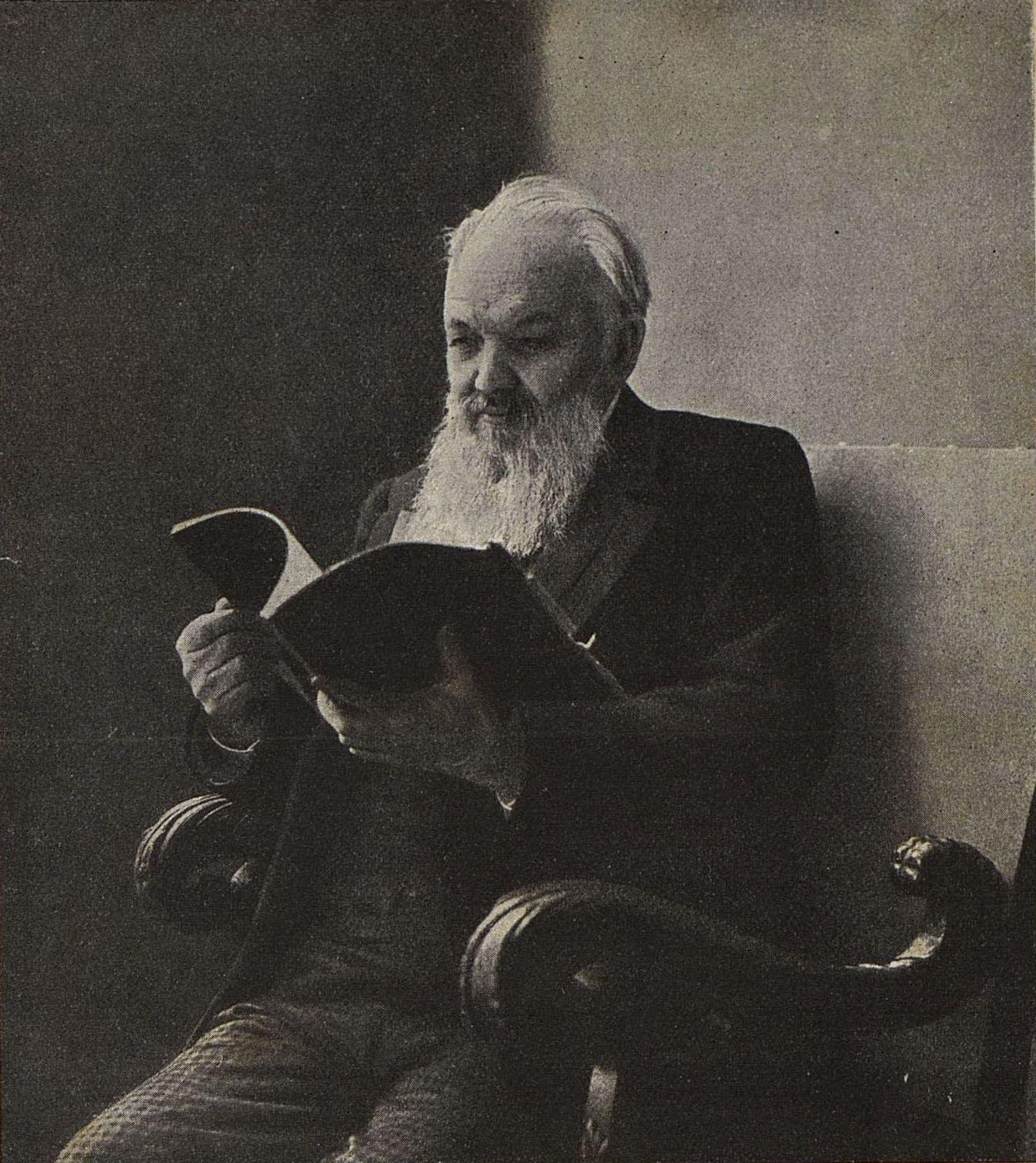
Aleksej Soevorin, begin 20e eeuw

Aleksej Sergejevitsj Soevorin (Russisch: Алексей Сергеевич Суворин) (Korsjevo (gouvernement Voronezj), 11 september 1834 - Tsarskoje Selo, 11 augustus 1912) was een Russisch auteur, journalist en uitgever van boeken en kranten. Zijn uitgevers-imperium had veel invloed in de laatste tientallen jaren van het Russische Rijk. Hij begon als liberaal georiënteerd journalist, maar verschoof geleidelijk naar nationalistische opvattingen.

## Vroege carrière
Soevorin werd geboren in een boerengezin. Hij slaagde erin toegang te krijgen tot een militaire school in Voronezj, waar hij in 1850 afstudeerde. Het jaar daarop ging hij naar de artillerieschool in Sint Petersburg. Met beperkte vooruitzichten op een militaire carrière bracht hij vervolgens acht jaar door in zijn geboortestreek, waar hij geschiedenis en aardrijkskunde doceerde, eerst in Bobrov en vervolgens in Voronezj. In die tijd begon hij ook opstellen en korte verhalen te schrijven, die hij vanaf 1858 in enkele tijdschriften publiceerde.
Een belangrijke stap voorwaarts in zijn carrière was in 1861, toen hij verhuisde naar Moskou, waar hij zich aan de rand van een snelgroeiende literaire scène bevond. Aanvankelijk zat hij krap in het geld, wat Soevorin ertoe aanzette naar St. Petersburg te gaan, waar hij zich aansloot bij de staf van de "St. Petersburg Vedomosti", een invloedrijke krant met liberale inslag. Hij werd al snel de belangrijkste medewerker en secretaris van de hoofdredacteur. Soevorin's feuilletons, gepubliceerd onder het pseudoniem "Onbekende", werden goed ontvangen en inspireerden hem om zijn aandacht te richten op creatief schrijven.

## Uitgever
De persoonlijkheid van Soevorin als schrijver wordt enigszins overschaduwd door zijn journalistieke werk. Niettemin was hij zeer productief en publiceerde hij een aantal korte verhalen en toneelstukken in de belangrijkste liberale media waarvan hij als een der leiders werd beschouwd. Voortbouwend op dat succes richtte Soevorin in 1871 een uitgeverij op. Een van zijn eerste publicaties was de Russische kalender, waar in heel Rusland veel vraag naar was, gevolgd door een reeks goedkope edities van klassiekers, zowel buitenlandse als Russische. Voor veeleisender lezers bracht hij een reeks rijk geïllustreerde albums uit over de grote kunstgalerijen van Europa.
Aan het einde van de 19e eeuw lanceerde hij een reeks van stadsgidsen, die op jaarbasis werden uitgegeven (ze waren tussen de 500 en 1500 pagina's lang) voor Sint Petersburg, Moskou en de rest van Rusland, met de namen en adressen van particuliere bewoners, overheidskantoren, openbare diensten en middelgrote en grote bedrijven. De lijsten worden vaak gebruikt door moderne genealogen om familieleden op te sporen die in het keizerlijke Rusland en het vroege Sovjet-Rusland woonden, wanneer gegevens ontbreken of moeilijk te vinden zijn. Historici gebruikten ze om de sociale geschiedenis van het Rusland van eind 19e eeuw en begin 20e eeuw te onderzoeken.
Tegen het einde van de 19e eeuw bevonden de boekhandels van Soevorin zich in veel steden: in Moskou, St. Petersburg, Charkov, Odessa, Rostov aan de Don, Saratov. Hij had het monopolie op de distributie van drukwerk in treinstations, en hij was waarschijnlijk de meest invloedrijke uitgever van het land.

## Novoje Vremja
In 1876 verwierf Soevorin de eigendom van de noodlijdende krant "Novoje Vremja" (Nieuwe Tijden); hij bleef er hoofdredacteur tot aan zijn dood. In 1880 richtte hij een gerenommeerd historisch tijdschrift op,  Istoritsjeski Vestnik . Hij bekende dat hij de voorkeur gaf aan de krant boven zijn gezin en werkte hard om de oplage ervan uit te breiden. Tegen het einde van de jaren 1880 gold Novoje Vremja als een van de meest winstgevende en up-to-date ondernemingen in de Russische uitgeverswereld. Dit werd mede veroorzaakt door de berichtgeving over de Russisch-Turkse Oorlog (1877-1878) en de aandacht voor het pan-slavisme.
De onderneming bood hem de kans om de jongere generatie te beïnvloeden met zijn conservatieve en in toenemende mate reactionaire uitspraken in de trant van Michail Katkov en Konstantin Pobedonostsev. Novoje Vremya steunde enthousiast het beleid van antisemitisme en russificatie dat werd gepromoot door de regering van Alexander III van Rusland. Tijdens de laatste jaren van Soevorin kregen Vasili Rozanov en verschillende andere populaire journalisten van zijn krant een aanzienlijke mate van discretie bij het uiten van hun eigenzinnige opvattingen. Ze waren pionier in een nieuwe stijl van vijandige journalistiek, die vaak grensde aan persoonlijke aanvallen.
Soevorins afkeer van hervormingen en hervormers was diep geworteld: in 1873 werd zijn eerste vrouw doodgeschoten door haar minnaar, een liberale officier die zelfmoord pleegde. Hij had nauwe banden met Fjodor Dostojevski, vooral tijdens het laatste jaar van het leven van de romanschrijver. Soevorin werd aan het roer van het familiebedrijf opgevolgd door een van zijn zonen. 

## Theater

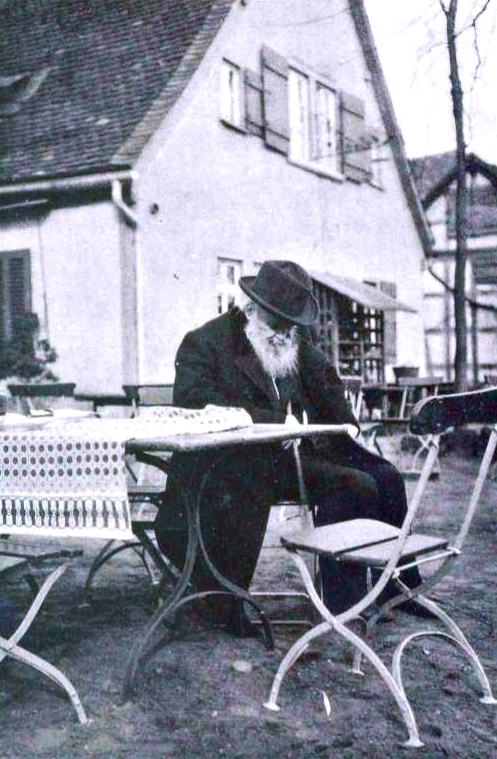
Soevorin in Frankfurt-am-Main, 1911

Al sinds de jaren 1860 was Soevorin geïnteresseerd in theater en publiceerde hij regelmatig theaterkritieken. Hij leerde in 1885 Anton Tsjechov kennen, toen deze een aspirant-journalist was en een van zijn weinige intimi werd. De vriendschap en samenwerking duurde tot 1899. Hun uitgebreide correspondentie is boeiend om te lezen. Het illustreert de evolutie van Tsjechovs opvattingen over alle aspecten van het leven in Rusland door de jaren heen. In de tweede helft van de jaren negentig, toen Tsjechov afstand nam van Soevorin, was de laatste actief geworden op theatergebied. Met financiële steun startte hij in 1895 zijn eigen toneelgezelschap. Door zijn connecties kon hij de censuur opheffen voor Lev Tolstoj's "De Macht der Duisternis", dat in zijn theater in première ging. Het duurde niet lang voordat Soevorins voorliefde voor controversiële stukken zijn theater impopulair maakte bij de liberale elite. Op de openingsavond van "De zonen van Israël" (1900) werden de acteurs bekogeld met appels, overschoenen en andere projectielen. 
De reputatie van het theater van Soevorin was zo negatief dat Tsjechov na het voltooien van De kersentuin aan zijn vrouw schreef dat hij het toneelstuk niet aan Soevorin zou geven, zelfs niet als hij hem 100.000 roebel zou aanbieden en dat hij het theater verachtte. Ondanks de negatieve publiciteit overleefde het bedrijf de oprichter en bleef het winstgevend opereren tot de Oktoberrevolutie, onder de naam Klein Imperiaal Theater (Russisch: Малый Императорский Театр). Achteraf blijkt het "het belangrijkste privétheater van Sint-Petersburg" te zijn geweest. In 1920 werd het theater de thuisbasis van het Bolsjoj-Dramatheater, tegenwoordig bekend als het Tovstonogov-theater.
Het graf van Soevorin bevindt zich in het Alexander Nevski-klooster in Sint Petersburg.
- Bibsys: 15510
- Bibliothèque nationale de France: cb10699157g (data)
- CiNii: DA07321126
- Gemeinsame Normdatei: 121796884
- International Standard Name Identifier: 0000 0001 0871 6896
- Library of Congress Control Number: n83218259
- Nationale Bibliotheek van Letland: 000118634
- Nationale Bibliotheek van Tsjechië: jo20000082572
- Nationale Bibliotheek van Israël: 987007276603705171
- Nederlandse Thesaurus van Auteursnamen: 071305203
- Istituto Centrale per il Catalogo Unico: BVEV191962
- LIBRIS: 211893
- Système universitaire de documentation: 071046291
- Virtual International Authority File: 14761167
- WorldCat: E39PBJcBVxXjg9RhT8Tq3HWRrq